# Швайкард фон Геминген
Швайкард фон Геминген (на немски: Schweikard von Gemmingen; * 13 януари 1556; † 29 януари 1617) е благородник от стария алемански рицарски род Геминген в Крайхгау в Баден-Вюртемберг от линията „Б (Хорнберг) на фрайхерен фон Геминген“ и „линията Некарцимерн/Бюрг“, дворцов съветник във Вюртемберг-Мьомпелгард, господар на дворец Прещенек (днес в Нойенщат ам Кохер).
Той е син на Еберхард фон Геминген (1527 – 1583), господар в Геминген и Бюрг (в Нойенщат ам Кохер), и съпругата му Мария Грек фон Кохендорф († 1609), дъщеря на Волф Конрад Грек фон Кохендорф († 1534) и Сибила фон Геминген, дъщеря на Волф фон Геминген († 1555) и Анна Маршал фон Остхайм († 1569).
Швайкард фон Геминген отива като малък в княжеския двор на Насау, по-късно във Франция, след това в Бранденбург и след това във вюртембергския двор. Той става дворцов съветник и майстор-ловец при управлението на Вюртемберг-Мьомпелгард и е доверено лице на херцог Фридрих, когото придружава в пътуване до Дания. По-късно той е свързан със син му Фридрих Ахилес фон Вюртемберг-Нойенщат, който резидира в Нойенщат ам Кохер и посещава Швайкард в близкия Престенек.
През 1582 г. баща му малко преди да умре разделя с братята си голямата собственост на починалия му през 1572 г. дядо Еберхард. Швайкард фон Геминген наследява през 1598 г. Прещенек от бездетния си чичо Ханс Валтер († 1591). По-малкият му брат Бернолф († 1609), висш дворцов служител в Курпфалц, наследява Бюрг.
Последните си 14 години Швайкард е сляп. Той прави дарения на нуждаещи се.
Той е погребан със съпругата му в Нойенщат, където в църквата „Св. Николаус“ е запазен техният епитаф.

## Фамилия
Швайкард фон Геминген се жени 1585 г. в Мьомпелгард за Мария фон Бакха († 1631). Бракът е бездетен.